# Estalactita globulosa

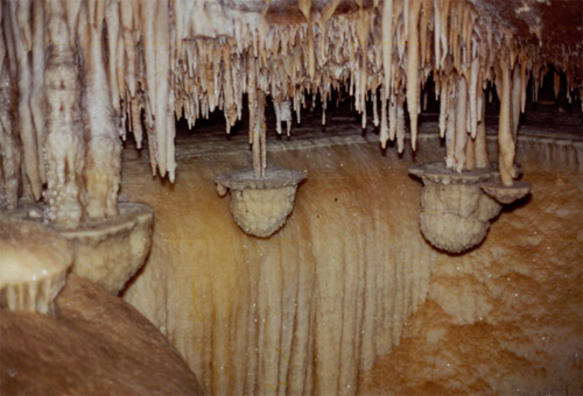
Estalactites globuloses a Ghoori Ghaleh Cave

Una estalactita globulosa és un espeleotema càrstic que té el seu origen en una estalactita que en créixer arriba a la superfície de l'aigua d'un llac o d'un gour i l'extrem de l'estalactita és rodejat per cristalls de calcita que van formant amb el temps un glòbul.